# Hainfeld (Austria)
Hainfeld è un comune austriaco di 3 787 abitanti nel distretto di Lilienfeld, in Bassa Austria; ha lo status di città (Stadtgemeinde).

## Geografia
Le comuni catastali sono Gegend Eck, Gölsen, Hainfeld, Heugraben, Kasberg, Landstal, Ob der Kirche, Saugraben e Vollberg.